# 尼泊尔鼠耳蝠
尼泊尔鼠耳蝠（学名：Myotis nipalensis）一种分布于亚洲地区的蝙蝠，隶属于蝙蝠科鼠耳蝠属。本种由爱尔兰动物学家乔治·爱德华·多布森（George Edward Dobson）于1871年描述发表。

## 形态特征
尼泊尔鼠耳蝠体型较小，体毛短而柔软、致密。体毛基部黑色，背部毛尖棕色，有时显现浅红灰色；腹部毛尖淡灰白色。翼膜附着于跖骨末端。

## 亚种
本种目前分为3个亚种：
- Myotis nipalensis nipalensis (Dobson, 1871)
- Myotis nipalensis przewalskii (Bobrinski, 1926)
- Myotis nipalensis transcaspicus (Ognev & Heptner, 1928)